# Standing Stone
Standing Stone è il 14º album in studio e il secondo di musica colta pubblicato da Paul McCartney nel 1997.

## Origine e storia
Facendo seguito a Paul McCartney's Liverpool Oratorio, il primo compiuto tentativo di comporre musica sinfonica da parte dell'ex Beatle, il progetto Standing Stone prese forma traendo ispirazione da un lungo poema da lui stesso scritto prendendo spunto dalla morte del vecchio amico Ivan Vaughan (che lo aveva presentato a Lennon per la prima volta). Dato che la EMI gli aveva commissionato un'opera per i propri cento anni di esistenza, McCartney sviluppò l'idea originaria adattandola a questo scopo. I movimenti in cui è strutturata l'opera furono eseguiti dalla London Symphony Orchestra, sotto la direzione del direttore d'orchestra Lawrence Foster, negli Abbey Road Studios. Diversamente da Liverpool Oratorio, questo disco è prettamente strumentale, anche se viene impiegato l'uso di un coro.
La copertina del disco, che raffigura un monolite di pietra, simile a quelli presenti a Stonehenge, alla luce del tramonto, è una delle molte fotografie scattate da Linda McCartney tra la fine del 1969 e l'inizio del 1970. La foto in questione era già stata inserita all'interno dell'album di debutto come solista di Paul, McCartney. Casualmente, questo progetto discografico fu l'ultima pubblicazione di McCartney avvenuta prima della morte della moglie Linda, che scomparve a causa di un cancro al seno il 17 aprile 1998.
Pubblicato il 29 settembre del 1997, Paul McCartney's Standing Stone - fu ben accolto da critica e pubblico - raggiungendo la prima posizione della classifica riservata alla Classica, ed entrando anche, per una settimana, alla posizione numero 194 della classifica degli album pop USA.
Il disco venne immesso sul mercato poco tempo dopo il precedente album Flaming Pie nel 1997. La prima mondiale dell'esecuzione della composizione, ebbe luogo alla Royal Albert Hall il 14 ottobre 1997.

## Tracce
Tutte le composizioni sono opera di Paul McCartney.

### I Movimento:After heavy light years
1. Fire/Rain Allegro energico – 4:30
2. Cell Growth Semplice – 8:30
3. 'Human' Theme Maestoso – 3:36

### II Movimento:He awoke startled
1. Meditation Contemplativo – 3:57
2. Crystal Ship Con moto scherzando – 2:02
3. Sea Voyage Pulsating, with cool jazz feel – 3:39
4. Lost At Sea Sognando – 4:37
5. Release Allegro con spirito – 1:54

### III Movimento:Subtle colours merged soft contours
1. Safe Haven/Standing Stone Pastorale con moto – 4:11
2. Peaceful moment Andante tranquillo – 2:09
3. Messenger Energico – 3:35
4. Lament Lamentoso – 2:26
5. Trance Misterioso – 5:32
6. Eclipse Eroico – 4:57

### IV Movimento:Strings pluck, horns blow, drums beat
1. Glory Tales Trionfale – 2:40
2. Fugal Celebration L'istesso tempo. Fresco – 4:25
3. Rustic Dance Rustico – 2:00
4. Love Duet Andante intimo – 3:43
5. Celebration Andante – 6:15